# Nagroda Pritzkera
Nagroda Pritzkera (ang. Pritzker Architecture Prize) – amerykańska nagroda architektoniczna przyznawana corocznie architektom, którzy mieli znaczący wkład w rozwój środowiska człowieka. Nagroda honoruje żyjącego architekta, który poprzez swoją sztukę, talent, wizjonerstwo oraz konsekwentne i znaczące zaangażowanie, wzbogaca otoczenie człowieka i jego środowisko budowlane poprzez swoją architekturę.
Laureat otrzymuje 100 tys. USD i brązowy medal.

## Historia
Nagrodę ufundował Jay A. Pritzker wraz z żoną Cindy w 1979 roku.
Wiele procedur i forma Nagrody Pritzkera było wzorowanych na Nagrodzie Nobla. Laureaci Nagrody Architektonicznej Pritzkera otrzymują dotację w postaci 100 tys. dolarów, certyfikat i, od 1987, brązowy medal, jak również limitowaną edycję rzeźby Henry’ego Moore’a.
Oficjalna ceremonia wręczenia nagrody odbywa się każdego roku, zazwyczaj w maju, w architektonicznie ważnym miejscu na świecie.

## Laureaci
| Rok  | Laureat                                | Laureat                                                             | Narodowość                 | Przykładowa realizacja | Przykładowa realizacja                                                         | Miejsce ceremonii wręczenia                                                     | Ref.          |
| ---- | -------------------------------------- | ------------------------------------------------------------------- | -------------------------- | ---------------------- | ------------------------------------------------------------------------------ | ------------------------------------------------------------------------------- | ------------- |
| 1979 | Philip Johnson                         | The inaugural laureate Philip Johnson behind an architectural model | Stany Zjednoczone          |                        | Glass House, New Canaan (1949)                                                 | Dumbarton Oaks, Waszyngton, USA                                                 | [ 3 ]         |
| 1980 | Luis Barragán                          |                                                                     | Meksyk                     |                        | Torres de Satélite, Naucalpan (1957)                                           | Dumbarton Oaks, Waszyngton, USA                                                 | [ 4 ]         |
| 1981 | James Stirling                         |                                                                     | Wielka Brytania            |                        | Seeley Historical Library, Cambridge (1968)                                    | National Building Museum, Waszyngton, USA                                       | [ 5 ]         |
| 1982 | Kevin Roche                            |                                                                     | Stany Zjednoczone          |                        | Gmach Fundacji Forda, Nowy Jork (1968)                                         | Art Institute of Chicago, Chicago, USA                                          | [ a ] [ 6 ]   |
| 1983 | Ieoh Ming Pei                          |                                                                     | Stany Zjednoczone          |                        | Piramida Luwru, Paryż (1989)                                                   | Metropolitan Museum of Art, Nowy Jork, USA                                      | [ b ] [ 7 ]   |
| 1984 | Richard Meier                          |                                                                     | Stany Zjednoczone          |                        | Getty Center, Los Angeles (1997)                                               | National Gallery of Art, Waszyngton, USA                                        | [ 6 ]         |
| 1985 | Hans Hollein                           |                                                                     | Austria                    |                        | Haas-Haus, Wiedeń (1990)                                                       | The Huntington Library, San Marino, USA                                         | [ 6 ]         |
| 1986 | Gottfried Böhm                         |                                                                     | Niemcy                     |                        | Sanktuarium Matki Bożej Królowej Pokoju w Neviges, Velbert (1968)              | Worshipful Company of Goldsmiths, Londyn, Wielka Brytania                       | [ 6 ]         |
| 1987 | Kenzō Tange                            |                                                                     | Japonia                    |                        | Yoyogi National Gymnasium, Tokio (1964)                                        | Kimbell Art Museum, Fort Worth, USA                                             | [ 8 ]         |
| 1988 | Gordon Bunshaft                        | –                                                                   | Stany Zjednoczone          |                        | Beinecke Rare Book and Manuscript Library, New Haven (1963)                    | Art Institute of Chicago, Chicago, USA                                          | [ 6 ] [ 9 ]   |
| 1988 | Oscar Niemeyer                         |                                                                     | Brazylia                   |                        | Katedra Matki Bożej z Aparecidy, Brasília (1958)                               | Art Institute of Chicago, Chicago, USA                                          | [ 6 ] [ 9 ]   |
| 1989 | Frank Gehry                            |                                                                     | Kanada · Stany Zjednoczone |                        | Walt Disney Concert Hall, Los Angeles (2003)                                   | Tōdai-ji, Nara, Japonia                                                         | [ c ] [ 7 ]   |
| 1990 | Aldo Rossi                             |                                                                     | Włochy                     |                        | Bonnefanten Museum, Maastricht (1990)                                          | Palazzo Grassi, Wenecja, Włochy                                                 | [ 10 ]        |
| 1991 | Robert Venturi                         |                                                                     | Stany Zjednoczone          |                        | Sainsbury Wing w National Gallery, Londyn (1991)                               | Palace of Iturbide, Meksyk                                                      | [ 11 ]        |
| 1992 | Álvaro Siza Vieira                     |                                                                     | Portugalia                 |                        | Pawilon Portugalski na wystawie Expo ’98, Lizbona (1998)                       | Harold Washington Library, Chicago, USA                                         | [ 12 ]        |
| 1993 | Fumihiko Maki                          |                                                                     | Japonia                    |                        | Tokyo Metropolitan Gymnasium (1991)                                            | Zamek na Hradczanach, Praga, Czechy                                             | [ 8 ]         |
| 1994 | Christian de Portzamparc               | –                                                                   | Francja                    |                        | Siedziba ambasady Francji w Niemczech, Berlin (2003)                           | The Commons, Columbus, USA                                                      | [ 13 ]        |
| 1995 | Tadao Andō                             |                                                                     | Japonia                    |                        | Kościół Światła, Osaka (1989)                                                  | Pałac wersalski, Wersal, Francja                                                | [ 14 ]        |
| 1996 | Rafael Moneo                           |                                                                     | Hiszpania                  |                        | Katedra Matki Bożej Anielskiej, Los Angeles (2002)                             | Getty Center, Los Angeles, USA                                                  | [ 7 ]         |
| 1997 | Sverre Fehn                            |                                                                     | Norwegia                   |                        | Norweskie Muzeum Lodowców, Fjærland (1991)                                     | Muzeum Guggenheima w Bilbao                                                     | [ 15 ]        |
| 1998 | Renzo Piano                            |                                                                     | Włochy                     |                        | Centrum Paula Klee, Berno (2005)                                               | Biały Dom, Waszyngton, USA                                                      | [ 16 ]        |
| 1999 | Norman Foster                          | 1999 winner Norman Foster, giving a speech behind a lecturn         | Wielka Brytania            |                        | Metropolitan, Warszawa (2003)                                                  | Stare Muzeum, Berlin, Niemcy                                                    | [ 7 ]         |
| 2000 | Rem Koolhaas                           |                                                                     | Holandia                   |                        | Casa da Música, Porto (2003)                                                   | Jerusalem Archaeological Park, Jerozolima, Izrael                               | [ 17 ]        |
| 2001 | Jacques Herzog & Pierre de Meuron      |                                                                     | Szwajcaria                 |                        | Tate Modern, Londyn (2000)                                                     | Monticello, Charlottesville, USA                                                | [ 18 ]        |
| 2002 | Glenn Murcutt                          |                                                                     | Australia                  |                        | Berowra Waters Inn, Sydney (1983)                                              | Kapitol, Rzym, Włochy                                                           | [ 19 ]        |
| 2003 | Jørn Utzon                             | –                                                                   | Dania                      |                        | Sydney Opera House, Sydney (1973)                                              | Królewska Akademia Sztuk Pięknych św. Ferdynanda, Madryt, Hiszpania             | [ 20 ]        |
| 2004 | Zaha Hadid                             |                                                                     | Irak · Wielka Brytania     |                        | Centrum Heydəra Əliyeva, Baku (2012)                                           | Ermitaż, Petersburg, Rosja                                                      | [ d ] [ 7 ]   |
| 2005 | Thom Mayne                             |                                                                     | Stany Zjednoczone          |                        | Bill & Melinda Gates Hall na Uniwersytecie Cornella, Ithaca (2014)             | Pritzker Pavilion, Chicago, USA                                                 | [ 21 ]        |
| 2006 | Paulo Mendes da Rocha                  |                                                                     | Brazylia                   |                        | Narodowe Muzeum Powozów, Lizbona (2015)                                        | Pałac Dolmabahçe, Stambuł, Turcja                                               | [ 22 ]        |
| 2007 | Richard Rogers                         |                                                                     | Wielka Brytania            |                        | Lloyd’s Building, Londyn (1986)                                                | Whitehall, Londyn, Wielka Brytania                                              | [ e ] [ 23 ]  |
| 2008 | Jean Nouvel                            |                                                                     | Francja                    |                        | Budynek Nouvela Muzeum Narodowego Centrum Sztuki Królowej Zofii, Madryt (2005) | Biblioteka Kongresu, Waszyngton, USA                                            | [ 7 ] [ 24 ]  |
| 2009 | Peter Zumthor                          |                                                                     | Szwajcaria                 |                        | 7132 Thermal Baths, Vals (1996)                                                | Palacio de la Legislatura de la Ciudad de Buenos Aires, Buenos Aires, Argentyna | [ 7 ] [ 25 ]  |
| 2010 | Kazuyo Sejima & Ryūe Nishizawa (SANAA) |                                                                     | Japonia                    |                        | Muzeum Sztuki Współczesnej XXI wieku, Kanazawa (2003)                          | Ellis Island, Nowy Jork, USA                                                    |               |
| 2011 | Eduardo Souto de Moura                 |                                                                     | Portugalia                 |                        | Estádio Municipal de Braga, Braga (2004)                                       | Andrew W. Mellon Auditorium, Waszyngton, USA                                    | [ 26 ]        |
| 2012 | Wang Shu                               |                                                                     | Chiny                      |                        | Ningbo Museum, Ningbo (2008)                                                   | Wielka Hala Ludowa, Pekin, Chiny                                                | [ 27 ]        |
| 2013 | Toyoo Itō                              |                                                                     | Japonia                    |                        | Toyoo Ito Museum of Architecture, Imabari (2011)                               | John F. Kennedy Presidential Library and Museum, Boston, USA                    | [ 28 ]        |
| 2014 | Shigeru Ban                            |                                                                     | Japonia                    |                        | Centre Pompidou-Metz, Metz (2010)                                              | Rijksmuseum, Amsterdam, Holandia                                                | [ 29 ]        |
| 2015 | Frei Otto                              |                                                                     | Niemcy                     |                        | Stadion Olimpijski, Monachium (1972)                                           | New World Center, Miami, USA                                                    | [ 30 ] [ 31 ] |
| 2016 | Alejandro Aravena                      |                                                                     | Chile                      |                        | Siamese Towers, Santiago (2005)                                                | Kwatera główna ONZ, Nowy Jork, USA                                              | [ 32 ] [ 33 ] |
| 2017 | RCR Arquitectes                        |                                                                     | Hiszpania                  |                        | Musee Soulages, Rodez (2014)                                                   | Pałac Akasaka, Tokio                                                            | [ 34 ]        |
| 2018 | Balkrishna Doshi                       |                                                                     | Indie                      |                        | Tagore Memorial Hall, Ahmadabad (1971)                                         | Aga Khan Museum, Toronto, Kanada                                                | [ 35 ]        |
| 2019 | Arata Isozaki                          |                                                                     | Japonia                    |                        | Muzeum Sztuki i Techniki Japońskiej „Manggha”, Kraków (1994)                   | Pałac wersalski, Wersal, Francja                                                | [ 36 ]        |
| 2020 | Farrell Yvonne, Shelley McNamara       |                                                                     | Irlandia                   |                        | Budynek Roentgena Uniwersytetu Bocconiego, Mediolan (2008)                     | ceremonia wirtualna                                                             | [ 37 ]        |
| 2021 | Anne Lacaton, Jean-Philippe Vassal     |                                                                     | Francja                    |                        | L’école d’architecture, Nantes (2009)                                          | ceremonia wirtualna                                                             | [ 38 ]        |
| 2022 | Diébédo Francis Kéré                   |                                                                     | Burkina Faso               |                        | Szkoła podstawowa, Gando (2001)                                                | ceremonia wirtualna                                                             | [ 39 ]        |
| 2023 | David Chipperfield                     |                                                                     | Wielka Brytania            |                        | James-Simon-Galerie w Nowym Muzeum, Berlin (2019)                              | Agora ateńska, Ateny, Grecja                                                    | [ 41 ]        |
| 2024 | Riken Yamamoto                         |                                                                     | Japonia                    |                        | Muzeum sztuki, Yokosuka (2007)                                                 | b.d.                                                                            | [ 42 ]        |